# Micralarctia nyassana
Micralarctia nyassana är en fjärilsart som beskrevs av Max Bartel 1903. Micralarctia nyassana ingår i släktet Micralarctia och familjen björnspinnare. Inga underarter finns listade i Catalogue of Life.